# Малина
Малина, или Ежевика, или Малинник, или Рубус (лат. Rubus) — крупный род растений семейства Розовые (Rosaceae), включающий множество популярных ягодных культур — княженика, морошка, костяника, малина, ежевика, межвидовые гибриды Логан, Кумберленд и др.

## Название
Латинское название рода rubus значит «ежевика», связано этимологически с названием красного цвета (ср. диалектное по происхождению лат. rūfus «ярко-красный»).

## Ботаническое описание
Род включает многолетние травы, полутравы, полукустарнички, полукустарники или кустарники.
Побеги от одного до нескольких, 0,5—3(5) метров длиной, часто двухлетние, в первый год вегетативные, развивающие листья (т. н. турионы), на второй-цветущие, или многолетние, редко однолетние (у Rubus illecebrosus — Малины соблазнительной). Прямостоячие, восходящие, поникающие, полегающие или ползучие, у некоторых видов укореняющиеся в узлах или вершинами. В сечении круглые или угловатые. Шипы и щетинки отсутствуют или различной плотности от редких до густых, торчащие или загнутые назад, от мягких до прочных, широкие в основании или игольчатые.
Листья сезонные или многолетние, стеблевые, от цельных, лопастных или раздельных до пальчато- или перисто-сложных, с выраженными черешками и прилистниками. Прилистники нитевидные или от овальных до эллиптических с цельным краем. Листовые пластинки от почковидных до округлых, 2—30 см, травянистые или в некоторой степени кожистые, простые и сложные с 3—5—7 или 9 листочками, нижние у черешка овальные или эллиптические и яйцевидные, край ровный или загнутый книзу, слегка или выраженно пильчатый, зубчатый или двузубчатый, либо выемчатый, 1,7—15 см. Нижняя (абаксиальная) сторона без или с шипами по средней жилке, гладкая или в различной степени опушенная.
Цветки обоеполые, редко — однополые и двудомные (напр. у видов Rubus chamaemorus, Rubus ursinus и представителей подрода Micranthobatus). Собраны в верхушечные и пазушные кистевидные или щитковидные соцветия с 35—100 цветками, иногда одиночные. Лепестков 5(6), изредка отсутствуют, от полукруглых до эллиптических, яйцевидных или лопатковидных, окраска белая или розовая, диаметр цветка 5-80 мм. Цветоножки выраженные, голые или с редкими шипами. Гипантий 3—10 мм диаметром, плоский или воронковидный, голый или в различной степени опушенный, образованный обычно пятичленным околоцветником и заключает многочисленные тычинки и пестики. Чашелистиков (4)5(6—8), ланцетные, прямостоячие, отстоящие или отогнутые, с шипами или без, опушенные или голые, неопадающие. Тычинок 20—100+, короче или длиннее лепестков, тычиночные нити пластинчатые или нитевидные. Завязи гладкие или опушенные.
Плод — сложная сочная многокостянка различной сладости и аромата, состоящая из одиночных (1—)5—100(150) костянок, слабо или прочно сросшихся между собой при основании над вздутым цветоложем. От шаровидной до полушаровидной и цилиндрической формы, 5—20 мм, голые или с тонкими волосками. Окраска от золотисто-желтой до красной и чёрной. Семяпочки перевернутые, прикрепленные возле основания столбика.
Хромосомное число 2n от 14 до 84.

## Распространение и основные страны производители
Представители рода распространены на всех континентах, за исключением Антарктиды и пустынного пояса центральной Африки, но наибольшее видовое разнообразие приходится на Северное полушарие.
Крупнейшие производители малины (тысяч тонн).
| Номер | Страна               | 2013 | 2023 |
| ----- | -------------------- | ---- | ---- |
| 1     | Россия               | 143  | 219  |
| 2     | Мексика              | 30   | 190  |
| 3     | Сербия               | 68   | 99   |
| 4     | Польша               | 121  | 96   |
| 5     | США                  | 83   | 63   |
| 6     | Марокко              | 10   | 61   |
| 7     | Португалия           | 3    | 36   |
| 8     | Украина              | 30   | 34   |
| 9     | Испания              | 12   | 33   |
| 10    | Великобритания       | 15   | 16   |
| 11    | Босния и Герцеговина | 9    | 12   |
| 12    | Чили                 | 14   | 12   |
| 13    | Азербайджан          | 12   | 12   |
| 14    | Молдова              | 0,4  | 8    |
| 15    | Канада               | 11   | 7    |
| 16    | Германия             | 5    | 7    |
| 17    | Франция              | 4    | 6    |
| 18    | Болгария             | 5    | 6    |

## Значение и применение
С древнейших времен человек употребляет в пищу плоды многих видов: малину (виды подрода Idaeobatus), ежевику (темноплодные виды, относящиеся к подроду Rubus, особенно обильно представленные в Европе), княженику (Rubus arcticus) и морошку.
Плоды этих диких видов обладают высокими вкусовыми и питательными качествами, встречаются в больших количествах, селекция культурных форм началась сравнительно недавно. Интенсивная работа с культурой малины ведется около 130 лет. Культурные сорта малины происходят от дикой обыкновенной малины (Rubus idaeus) и от близкого к ней, иногда рассматриваемого как подвид американского вида малины черноволосистой (Rubus melanolasius) или от гибридов между ними. Ведётся также селекция ежевик, плоды некоторых гибридных американских ежевик достигают в длину 5—6 см[уточнить].

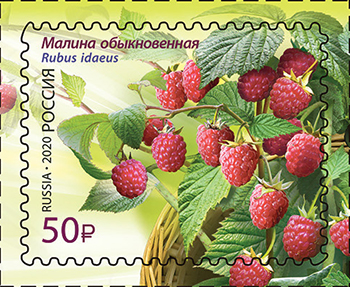
Почтовая марка России, 2020

## Классификация
Некоторые систематики делят обширный род примерно на пятнадцать подродов, хотя в современной классификации на основе системы APG IV такой подход не поддерживается.
Rubus subg.
- Anoplobatus (Focke) Focke — Малиноклён
- Chamaebatus (Focke) Focke
- Chamaemorus (Hill) Focke — Морошка
- Comaropsis (Focke) Focke
- Cylactis (Raf.) Focke
- ×Cyclobatus Holub
- Dalibardastrum Focke
- Diemenicus A.R.Bean
- Idaeobatus (Focke) Focke — Малина
- ×Idaeorubus Holub — Малиноежевика
- Lampobatus (Focke) Focke
- Malachobatus (Focke) Focke
- Micranthobatus (Fritsch) Kalkman
- Orobatus (Focke) Focke
- Rubus — Ежевика

### Таксономическое положение
- Rubus L., 1753, Sp. Pl. : 492

Род Малина включается в семейство Розовые (Rosaceae) порядка Розоцветные (Rosales), последовательно входящего в более крупные клады Фабиды → Розиды → Суперрозиды → Эвдикоты → Цветковые растения. Таксономическая схема в соответствии с Системой APG IV по состоянию на июнь 2024 года:
|  |                          |  |                                   |                                   |                   |  | еще 8 семейств |               |               |                                                                  |
|  |                          |  |                                   |                                   |                   |  |                |               |               | 1 803 подтвержденных вида и 4 889 видов, ожидающих подтверждения |
|  |                          |  |                                   | порядок Розоцветные               |                   |  |                |               | род Малина    |                                                                  |
|  |                          |  |                                   | порядок Розоцветные               |                   |  |                |               | род Малина    |                                                                  |
|  | клада Цветковые растения |  |                                   |                                   | семейство Розовые |  |                |               |               |                                                                  |
|  | клада Цветковые растения |  |                                   |                                   |                   |  |                |               |               |                                                                  |
|  |                          |  | ещё 63 порядка цветковых растений | ещё 63 порядка цветковых растений |                   |  |                | еще 116 родов | еще 116 родов |                                                                  |
|  |                          |  |                                   | ещё 63 порядка цветковых растений |                   |  |                |               | еще 116 родов |                                                                  |

## Виды

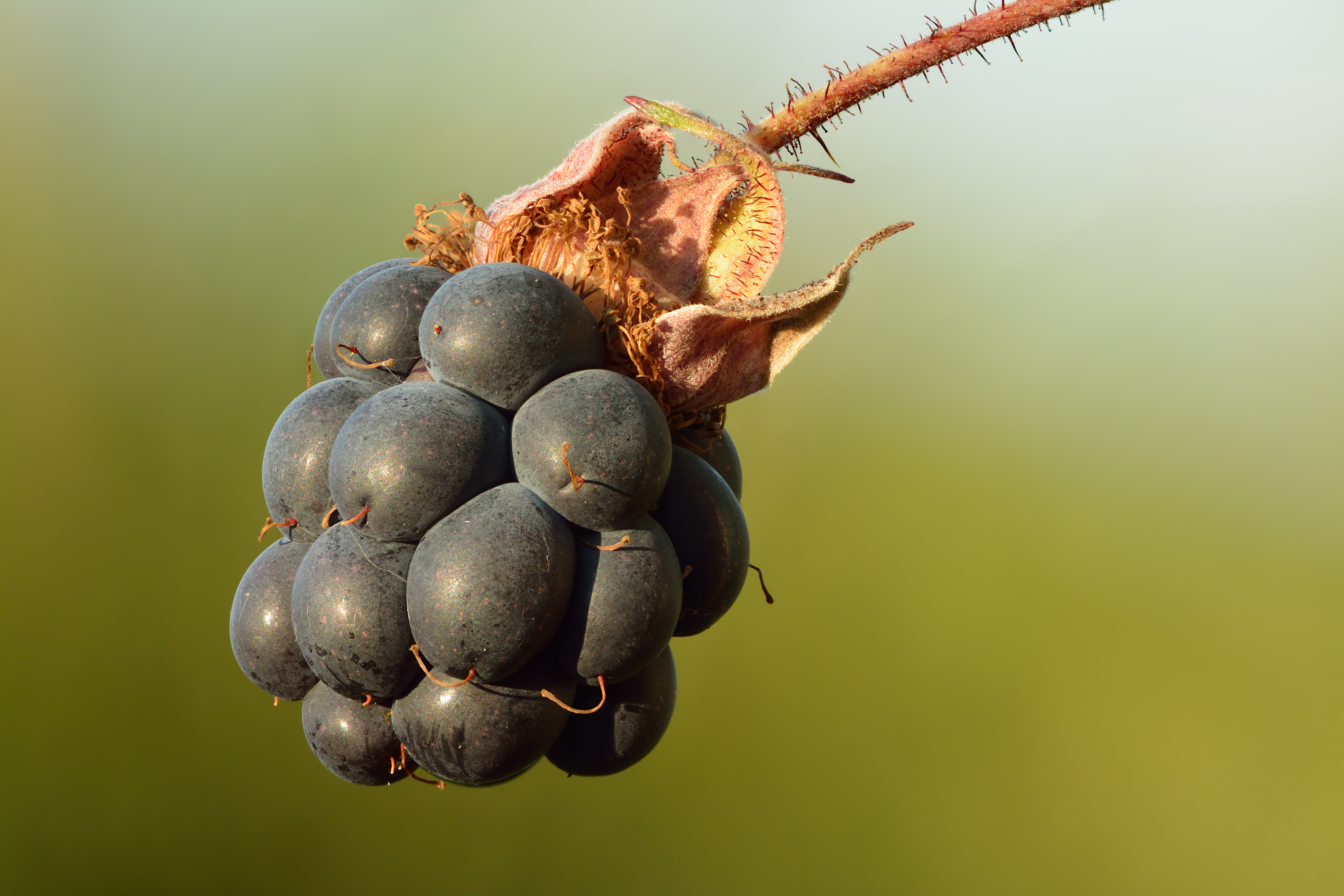
Eжевика сизая

В России произрастают около 30 видов и несколько гибридов, которые именуются по-разному.
Некоторые виды:
- Rubus arcticus — княженика, или малина арктическая
- Rubus armeniacus — ежевика армянская, или ежевика гималайская
- Rubus caesius — ежевика сизая
- Rubus chamaemorus — морошка
- Rubus humulifolius — малина хмелелистная, или костяника хмелелистная
- Rubus idaeus — малина обыкновенная, или малина лесная
- Rubus laciniatus — ежевика разрезная
- Rubus nessensis — куманика, или ежевика несская
- Rubus niveus — майсурская малина
- Rubus odoratus — малина душистая
- Rubus plicatus — ежевика складчатая
- Rubus rosifolius — малина розолистная
- Rubus saxatilis — костяника

### Синонимы
- Ametron Raf.
- Ampomele Raf.
- Batidaea (Dumort.) Greene
- Bossekia Neck. ex Greene
- Calyctenium Greene
- Cardiobatus Greene
- Chamaemorus Hill
- Comarobatia Greene
- Cumbata Raf.
- Cylactis Raf.
- Dalibarda Kalm
- Dyctisperma Raf.
- Idaeobatus (Focke) Börner
- Manteia Raf.
- Melanobatus Greene
- Oligacis Raf.
- Oreobatus Rydb.
- Parmena Greene
- Psychrobatia Greene
- Rubacer Rydb.
- Selnorition Raf.